# Sweat (opera teatrale)
Sweat è un'opera teatrale della drammaturga statunitense Lynn Nottage. Debuttata all'Oregon Shakespeare Festival nel 2015, la pièce ha vinto il prestigioso Premio Pulitzer per la drammaturgia nel 2017.

## Trama
Reading, Pennsylvania, 2008. La cittadina subisce tutti gli effetti della deindustrializzazione, con conseguente perdita di lavoro ed assistenza sanitaria che affliggono i personaggi in modi diversi ed imprevedibili.